# 惠济二路站
惠济二路站位于中華人民共和國湖北省武汉市江岸区建设大道，是武汉地铁3号线的地铁车站。车站设有双停车线以应对香港路站的大量换乘客流。

## 车站结构
位于建设大道上，与惠济二路道路交叉口处，沿建设大道方向布置，为地下两层岛式车站，共设5个出入口与3组风亭。  

### 楼层分布
| 地面     | 地面               | 出入口                               |  |  |
| 地下一层 | 站厅               | 售票机、客服中心、武漢通充值、洗手間 |  |  |
| 地下二层 |                    | █ 3号线 往沌阳大道（香港路）         |  |  |
|          | 岛式站台，左侧开门 |                                      |  |  |
|          |                    | █ 3号线 往宏图大道（赵家条）         |  |  |

### 車站出口
|                                                 |      | |
| 出口編號                                        | 設施 | 建議前往的目的地                                                                                        |
| A                                               |      | 建設大道 惠濟一路、惠濟二路、惠中社區南區                                                               |
| B                                               |      | 建設大道 惠濟二路、武漢市老年幹部活動中心、華潤大廈                                                     |
| C                                               |      | 建設大道 武漢晚報                                                                                       |
| D                                               |      | 建設大道 漢口碉堡群、武漢會議中心、金惠公寓、長江委酒寶盪小區                                           |
| E                                               |      | 建設大道 新苑商務中心、晉合世家                                                                         |
| F                                               |      | 建設大道 武漢市儀器儀表研究所、上海浦東發展銀行、新光大廈                                               |
| G                                               |      | 建設大道 惠濟二路、武漢弘濟骨科醫院                                                                     |
| H                                               |      | 惠濟二路 建設大道、武漢漢士兵門診部、武漢康骨中醫門診部、江岸區公安分局花橋派出所、武漢市水務集團       |
| J                                               |      | 建設大道 惠濟一路、武漢市水務集團、惠濟公寓、惠一輕工苑小區、惠濟育才二小社區、惠濟一路小區、惠園大公館 |
| 注： 設有升降機 \| 設有輪椅升降台 \| 設有洗手間 |      | |

## 邻近地区
中共武汉市委员会

### 内部链接
- 武汉地铁车站列表